# Tân Sơn Nhất nemzetközi repülőtér

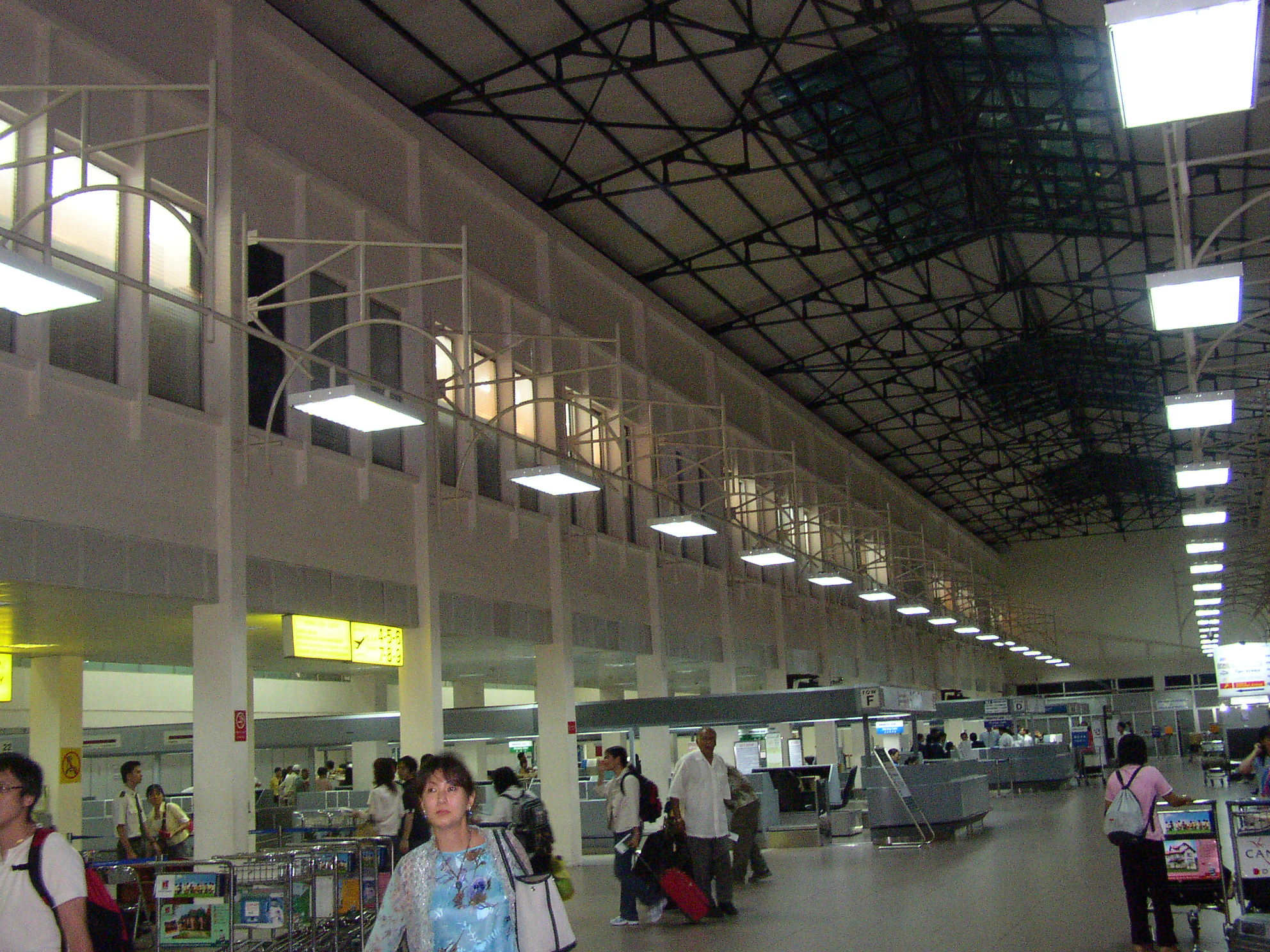
Hazai terminál

A Tân Sơn Nhất nemzetközi repülőtér (vietnámiul:: Sân bay quốc tế Tân Sơn Nhất) Vietnám első számú nemzetközi repülőtere Ho Si Minh-városban, a városközponttól 7 km-re északra. 2007-ben összesen 11 millió utas fordult itt meg. Ez a repülőtér a Vietnam Airlines bázisa.

## Légitársaságok és célállomások
A következő céllállomások érhetők el (2007 február):

### Hazai terminál 1
- Pacific Airlines (Danang, Hai Phong, Hanoi, Hue, Nha Trang, Vinh)
- Vietnam Airlines (Buôn Ma Thuột, Chu Lai, Da Lat, Danang, Hai Phong, Hanoi, Hue, Nha Trang, Phu Quoc, Pleiku, Qui Nhon, Tuy Hoa, Vinh)
- Vietnam Air Service Company (Cà Mau, Con Dao, Da Nang, Rach Gia, Chu Lai, Tuy Hoa, Qui Nhon)

### Nemzetközi terminál 2
- AirAsia (Kuala Lumpur)
  - Thai AirAsia (Bangkok-Suvarnabhumi)
- Air China (Beijing, Nanning)
- Air France (Bangkok-Suvarnabhumi, Paris-Charles de Gaulle)
- All Nippon Airways (Tokió-Narita)
- Asiana Airlines (Seoul-Incheon)
- Bangkok Airways (Bangkok-Suvarnabhumi)
- Cathay Pacific (Hong Kong)
- Cebu Pacific (Manila)
- China Airlines (Taipei-Taiwan Taoyuan)
  - Mandarin Airlines (Taichung)
- China Eastern Airlines (Shanghai-Pudong)
- China Southern Airlines (Guangzhou)
- EVA Air (Taipei-Taiwan Taoyuan)
  - Uni Air (Kaohsiung)
- Finnair (Helsinki) [seasonal]
- Garuda Indonesia (Jakarta, Singapore)
- Hong Kong Airlines (Hong Kong)
- Japan Airlines (Tokió-Narita)
- Jetstar Asia Airways (Singapore)
- Korean Air (Puszan, Seoul-Incheon)
- Lion Air (Jakarta, Singapore)
- Lufthansa (Bangkok-Suvarnabhumi, Frankfurt)
- Malaysia Airlines (Kuala Lumpur)
- Nok Air (Bangkok-Don Mueang)
- Pacific Airlines (Bangkok-Suvarnabhumi, Singapore)
- Philippine Airlines (Manila)
- Qantas
  - Jetstar Airways (Sydney)
- Qatar Airways (Doha)
- Royal Brunei Airlines (Bandar Seri Begawan)
- Royal Khmer Airlines (Siem Reap)
- Shanghai Airlines (Shanghai-Pudong)
- Shenzhen Airlines (Shenzhen)
- Singapore Airlines (Singapore)
- Thai Airways International (Bangkok-Suvarnabhumi)
- Tiger Airways (Singapore)
- United Airlines (Hong Kong, Los Angeles)
- Vietnam Airlines (Bangkok-Suvarnabhumi, Beijing, Puszan, Frankfurt, Fukuoka, Guangzhou, Hong Kong, Kaohsiung, Kuala Lumpur, Los Angeles(October 2008), Melbourne, Moscow-Domodedovo, Oszaka-Kanszai, Paris-Charles de Gaulle, Phnom Penh, Seoul-Incheon, Siem Reap, Singapore, Sydney, Taipei-Taiwan Taoyuan, Tokió-Narita, Vientiane)
- Viva Macau (Makaó)

### Teherfuvarozók
| Légitársaság                           | Célállomások                                             |
| -------------------------------------- | -------------------------------------------------------- |
| Aerotranscargo                         | Delhi, Hong Kong                                         |
| Air Hong Kong                          | Hong Kong                                                |
| Air Premia                             | Seoul–Incheon (felfüggesztve)                            |
| AeroLogic                              | Bangkok–Suvarnabhumi, Frankfurt                          |
| AirBridgeCargo                         | Hong Kong, Moscow–Sheremetyevo (mindkettő felfüggesztve) |
| Asiana Cargo                           | Seoul–Incheon, Singapore                                 |
| Cardig Air                             | Jakarta–Soekarno-Hatta, Shenzhen                         |
| Cargolux                               | Bahrain, Bangkok-Suvarnabhumi, Hong Kong, Luxembourg     |
| Cathay Cargo                           | Hanoi, Hong Kong                                         |
| Central Airlines                       | Nanning                                                  |
| China Airlines Cargo                   | Hanoi, Taipei–Taoyuan                                    |
| China Southern Cargo                   | Guangzhou, Hanoi                                         |
| DHL Aviation operated by Air Hong Kong | Hong Kong, Penang                                        |
| Emirates SkyCargo                      | Dubai–Al Maktoum                                         |
| EVA Air Cargo                          | Taipei–Taoyuan                                           |
| FedEx                                  | Guangzhou, Hanoi, Jakarta–Soekarno-Hatta                 |
| Garuda Cargo                           | Jakarta–Soekarno-Hatta                                   |
| DHL Aviation operated by Kalitta Air   | Cincinnati, Hong Kong, Nagoja–Centrair, Singapore        |
| Korean Air Cargo                       | Seoul–Incheon                                            |
| Longhao Airlines                       | Nanning, Shenzhen                                        |
| MASkargo                               | Kuala Lumpur–International                               |
| My Indo Airlines                       | Jakarta–Soekarno-Hatta, Singapore                        |
| Qatar Cargo                            | Doha                                                     |
| Raya Airways                           | Kuala Lumpur–Subang, Labuan                              |
| Tianjin Air Cargo                      | Nanning                                                  |
| Tri-MG Intra Asia Airlines             | Singapore                                                |
| Turkish Cargo                          | Istanbul, Kuala Lumpur–International                     |
| United Parcel Service                  | Shenzhen, Honolulu, Anchorage, Louisville                |